# 미셸 카레

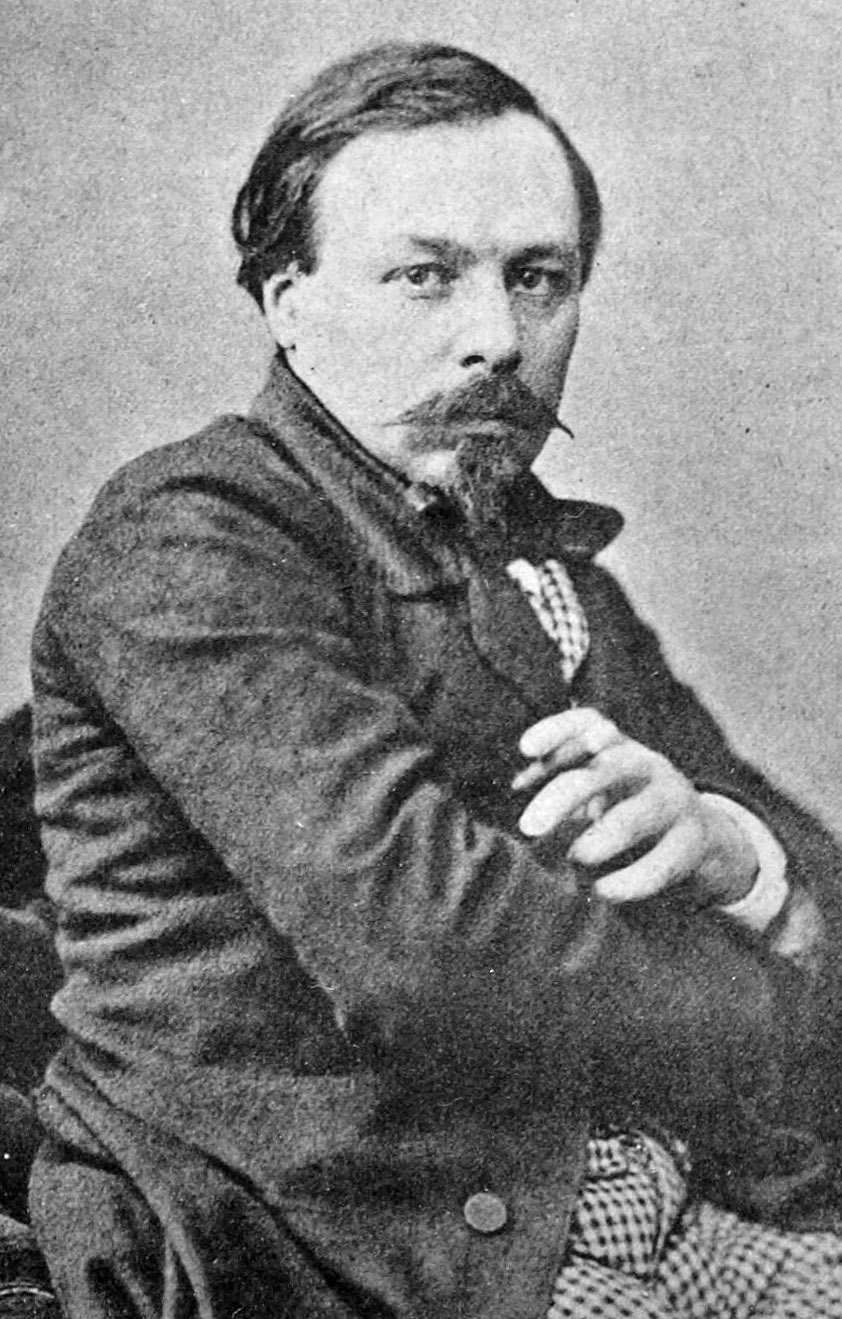
미셸 카레

미셸 카레(Michel Carré)는 프랑스의 극작자였으며, 1821년 10월 20일 출생하여 1872년 6월 27일 아르헨티나에서 사망하였다.
그는 1840년 화가가 되기 위해 파리로 갔지만 글을 쓰기도 하였다.
그는 대본을 쓰기 전에는 구절과 연극을 썼는데, 구노의 오페라《미레이》(1864)에 대한 글을 직접 썼으며, 비제의 오페라《진주조개잡이》에서 유진 코몬과 협력하였다.
그러나 대부분의 대본은 쥘 바르비에와 함께 하였으며, 구노의 오페라《파우스트》(1859), 《로미오와 줄리엣》(1867), 오펜바흐의 오페레타《호프만의 이야기》(1881)등이 있다.